# Pseudophasmatini
A Pseudophasmatini a rovarok (Insecta) osztályának a botsáskák (Phasmatodea) rendjébe, ezen belül a Pseudophasmatidae családjába tartozó nemzetség.

## Rendszerezés
A nemzetségbe az alábbi nemek tartoznak:
- Euphasma
- Ignacia
- Oestrophora
- Pseudophasma
- Reticulonigrum
- Tithonophasma